# Ново Звечево
45°32′ пн. ш. 17°31′ сх. д. / 45.54° пн. ш. 17.51° сх. д.
Ново Звечево (хорв. Novo Zvečevo) — населений пункт у Хорватії, у Пожезько-Славонській жупанії у складі громади Брестоваць.

## Населення
Населення за даними перепису 2011 року становило 30 осіб.
Динаміка чисельності населення поселення:

## Клімат
Середня річна температура становить 9,70 °C, середня максимальна – 22,84 °C, а середня мінімальна – -5,81 °C. Середня річна кількість опадів – 906 мм.
| Клімат поселення                              | Клімат поселення | Клімат поселення | Клімат поселення | Клімат поселення | Клімат поселення | Клімат поселення | Клімат поселення | Клімат поселення | Клімат поселення | Клімат поселення | Клімат поселення | Клімат поселення | Клімат поселення |
| Показник                                      | Січ.             | Лют.             | Бер.             | Квіт.            | Трав.            | Черв.            | Лип.             | Серп.            | Вер.             | Жовт.            | Лист.            | Груд.            |                  |
| Середній максимум, °C                         | 5,62             | 7,41             | 11,10            | 14,56            | 19,71            | 22,84            | 22,67            | 21,98            | 18,24            | 13,96            | 8,72             | 4,69             |                  |
| Середня температура, °C                       | −0,1             | 1,69             | 5,39             | 8,84             | 13,99            | 17,11            | 19,20            | 18,52            | 14,78            | 10,50            | 5,26             | 1,23             |                  |
| Середній мінімум, °C                          | −5,81            | −4,03            | −0,33            | 3,12             | 8,28             | 11,39            | 15,74            | 15,06            | 11,31            | 7,04             | 1,80             | −2,24            |                  |
| Норма опадів, мм                              | 54               | 50               | 59               | 75               | 86               | 106              | 86               | 87               | 74               | 76               | 85               | 68               |                  |
| Середньомісячна швидкість вітру, м/с          | 2.39             | 2.61             | 2.87             | 2.77             | 2.50             | 2.23             | 2.18             | 2.07             | 2.17             | 2.31             | 2.41             | 2.45             |                  |
| Середньомісячна сонячна радіація, кДж/м²·день | 4421             | 7142             | 10860            | 15088            | 19026            | 21125            | 21909            | 19615            | 14605            | 9232             | 4984             | 3690             |                  |
| --------------------------------------------- | ---------------- | ---------------- | ---------------- | ---------------- | ---------------- | ---------------- | ---------------- | ---------------- | ---------------- | ---------------- | ---------------- | ---------------- | ---------------- |
| Джерело:                                      |                  |                  |                  |                  |                  |                  |                  |                  |                  |                  |                  |                  |                  |